# روب جيبسون
روب جيبسون (بالإنجليزية: Rob Gibson)‏ هو سياسي بريطاني، ولد في 10 أكتوبر 1945 في غلاسكو في المملكة المتحدة. نشط حزبياً في الحزب القومي الاسكتلندي. في الانتخابات النيابية العمومية الاسكتلندية 2011 ‏، انتخب عضو البرلمان الاسكتلندي الرابع ‏ عن دائرة Caithness, Sutherland and Ross (Scottish Parliament constituency) ‏ وقد انضم خلال فترته النيابية ‏ (5 مايو 2011 – 24 مارس 2016)  للكتلة البرلمانية الحزب القومي الاسكتلندي وفي الانتخابات النيابية العمومية الاسكتلندية 2007 ‏، انتخب عضو البرلمان الاسكتلندي الثالث ‏ عن دائرة Highlands and Islands (Scottish Parliament electoral region) ‏ وقد انضم خلال فترته النيابية ‏ (3 مايو 2007 – 22 مارس 2011)  للكتلة البرلمانية الحزب القومي الاسكتلندي وفي الانتخابات النيابية العمومية الاسكتلندية 2003 ‏، انتخب عضو البرلمان الاسكتلندي الثاني ‏ عن دائرة Highlands and Islands (Scottish Parliament electoral region) ‏ وقد انضم خلال فترته النيابية ‏ (1 مايو 2003 – 2 أبريل 2007)  للكتلة البرلمانية الحزب القومي الاسكتلندي.

## وصلات خارجية
- الموقع الرسمي